# مانتی لوپز
مانتی لوپز (انگلیسی: Monty Lopez؛ زادهٔ ۲۴ نوامبر ۱۹۷۵) بیزنس‌من، بازیگر و شخصیت رسانه‌ای اهل ایالات متحده آمریکا است.

## اوایل زندگی و تحصیلات
مانتی لوپز در کرنکرو، لوئیزیانا، ایالات متحده آمریکا به دنیا آمد و در کنار برادرش، دان لوپز، در همان‌جا بزرگ شد. او تحصیلات ابتدایی و متوسطه خود را در زادگاهش گذراند و پس از فارغ‌التحصیلی از دبیرستانی محلی، تحصیلات عالی خود را در دانشگاه لوئیزیانا در لافایت ادامه داد. لوپز اصالتی مکزیکی، فرانسوی (کاجون) و انگلیسی دارد. او مالک یک شرکت سرمایه‌گذاری در حوزه املاک با نام ام‌ال سیلز است.

## حرفه
مانتی لوپز در سال ۲۰۱۸ در فیلم انیمیشنی گربه جاسوس در نقش کارآگاه میتسو ظاهر شد. او همچنین در مجموعهٔ اسنپ‌چت با عنوان ادیسون ری به خانه بازمی‌گردد نقش‌آفرینی کرده است. در ژانویه ۲۰۲۲، لوپز به عنوان بازیگر با آژانس ویلیام موریس قرارداد امضا کرد. ان‌بی‌سی نیوز از او به عنوان رئیس «یکی از بزرگ‌ترین خانواده‌های تیک‌تاک» یاد کرده است؛ خانواده‌ای که در مجموع بیش از ۲۰۰ میلیون دنبال‌کننده در تیک‌تاک دارند. او پدر سه فرزند به نام‌های انزو لوپز، لوکاس لوپز و ادیسون ری است. لوپز و همسر سابقش، شری نیکول ایسترلینگ، اندکی پیش از ازدواجشان صاحب فرزند شدند. در طول دوران فعالیتش به عنوان چهرهٔ شبکه‌های اجتماعی، او با برندهایی مانند وال‌مارت، یوگرت‌لند و بنگ انرژی همکاری داشته است. او همچنین مدتی در پلتفرم اونلی‌فنز فعالیت داشت اما پس از حذف حساب کاربری‌اش، چند ماه بعد دوباره آن را فعال کرد.
مانتی لوپز از همسر سابق خود و مادر ادیسون ری، شری نیکول ایسترلینگ، جدا شد. پس از طلاق، ایسترلینگ وارد رابطه‌ای صمیمی با رَپر آمریکایی یانگ گریوی شد و همراه او در مراسم جوایز ویدئو موسیقی ام‌تی‌وی ۲۰۲۲ روی فرش قرمز ظاهر شد. در واکنش به این اتفاق، لوپز ترانه‌ای با عنوان «Leftovers» منتشر کرد.

## زندگی شخصی
مانتی لوپز دارای چهار فرزند است که یکی از آن‌ها ادیسون ری، خواننده و بازیگر آمریکایی، از همسر سابقش شری ایسترلینگ است. او همچنین دو نوه دارد.